# Honey Ryder
Honeychile Rider é uma personagem do livro de James Bond, Dr. No, criada por Ian Fleming. Em 1962, quando a história foi levada ao cinema, o nome da personagem foi resumido e alterado para Honey Ryder. No filme ela é vivida pela atriz suíça Ursula Andress, que, devido ao forte sotaque estrangeiro, foi dublada pela atriz e dubladora Nikki van der Zyl, falando e cantando. De maneira típica com os nomes das personagens femininas dados por Fleming, seu nome tem um duplo sentido com a posição sexual em que a mulher fica montada sobre o homem.
Na história da franquia de 007, Ryder é lembrada como a primeira bond girl da série, apesar de tecnicamente não o sê-lo. Este título pertence à Sylvia Trench, que tem um romance com Bond no início do filme, enquanto Ryder aparece em cena apenas na metade dele. Mas o impacto de sua aparição saindo da água de biquíni branco, com uma faca na cintura e carregando duas conchas foi tão grande, que foi a personagem que ficou na memória popular como sendo a primeira bond girl do cinema.
Quarenta anos depois, no filme 007 Um Novo Dia para Morrer, de 2002, a icônica cena foi homenageada por Halle Berry, que entra em cena da mesma maneira, com um biquíni laranja. Em 2003, uma pesquisa do Channel 4 britânico, elegeu a aparição de Honey Ryder em 007 contra o Satânico Dr. No como  a número 1 das "100 cenas mais sexies da história do cinema".
Ryder–Andress foi eleita como a maior bond girl de todos os tempos pela revista norte-americana Entertainment Weekly.

## Dr. No
Assim como no livro, no filme a personagem é uma mulher independente que diz não precisar da ajuda de ninguém. Ela é uma caçadora de conchas, que as colhe pelas ilhas da Flórida e as vende em Miami como meio de vida. Corajosa, ela enfrenta Bond quando o encontra na praia da ilha do Dr. No. A princípio desconfiada, Ryder permite uma aproximação de 007 quando ele lhe assegura que suas intenções são boas.
Sabedora dos perigos da ilha, ela ajuda Bond e seu assistente Quarrel a encontrarem um meio de sair de Crab Key, mas os barcos escondidos por eles acabam metralhados pela segurança da ilha. Depois de escaparem da perseguição dos homens de No embrenhando-se na mata e no rio, Ryder conta a Bond que seu pai, um biólogo, morreu misteriosamente na ilha, onde várias pessoas já desapareceram. Os três então dão numa região da ilha onde um mítico "dragão", temido pelos nativos das ilhotas em volta, (na verdade, um trator com lança-chamas acoplado) mantém as pessoas afastadas dali. No encontro, Quarrel é morto queimado vivo e Bond e Ryder aprisionados.
Bond e Ryder são então levados a uma instalação moderna e luxuosa, o centro de lançamentos de foguetes subterrâneo do Dr. No, onde são descontaminados da radiação que havia no lugar onde foram presos. Depois de conhecerem o Dr. Julius No, Ryder é mantida presa num calabouço acorrentada no chão, enquanto Bond é sedado por um sonífero colocado numa bebida servida a eles. Depois que Bond aborta o plano de No de sabotagem espacial e o mata, ele salva Ryder e os dois fogem da ilha, que explode, terminando o filme fazendo amor num barco à deriva no mar.